# Edith Summerskill
Pour les articles homonymes, voir Summerskill.
Edith Clara Summerskill, Baronne Summerskill (19 avril 1901 - 4 février 1980) est une médecin britannique, féministe, écrivain et femme politique du Labour Party.
Elle est nommée au Conseil privé en 1949. Elle est Ministre de la sécurité sociale en 1950-1951.

## Biographie
Summerskill fait ses études au King's College de Londres. Elle est l'une des premières femmes admises à l'école de médecine, au Charing Cross Hospital. Elle est en 1948 l'une des fondatrices de la Socialist Health Association, qui dirige le Service national de santé. Elle plaide pour l'égalité des droits pour les femmes au sein du British Home Guard. En 1938, elle fonde la Married Women's Association, dont elle est la première présidente, pour promouvoir l'égalité dans le mariage.

### Activités politiques
Summerskill entre en politique à 32 ans aux élections du conseil du Comté de Middlesex. Elle y sert comme conseillère de 1934 à 1941. Après deux échecs en 1934 et 1935, elle est élue députée pour le parti travailliste, dans la circonscription de Fulham West, où elle bénéficie du vote des femmes travailleuses. Après la disparition de sa circonscription en 1955, elle est réélue à la Chambre des communes comme députée de Warrington.
Summerskill appartient au gouvernement travailliste de Clement Attlee, qui remporte les élections de 1945. Elle est Secrétaire parlementaire au Ministère de l'Alimentation jusqu'en 1950, puis est promue à la tête du Ministère de l'Assurance sociale et nationale, poste qu'elle occupe du 28 février 1950 au 26 octobre 1951, dans le gouvernement de Clement Attlee.
Elle est au comité exécutif national du Parti travailliste de 1944 à 1958, et en est la présidente en 1954-1955. 
Elle quitte la Chambre des communes en 1961. Elle est nommée pair à vie, en tant que baronne Summerskill de Kenwood, le 4 février 1961. Elle est reçue à l'Ordre des compagnons d'honneur (CH) en 1966.
Summerskill apparaît parmi les membres de la Fabian Society, un prestigieux think tank travailliste, de 1942 à 1947. 
Ses convictions féministes lui font défendre la cause des femmes tout au long de sa carrière, par exemple avec le Clean Milk Act en 1949. Elle œuvre notamment à l'égalité des droits pour les femmes au foyer et les femmes divorcées, qui se concrétise notamment par les Women’s Properties Act en 1964 et le Matrimonial Homes Act en 1967.
Durant les années 1950, Summerskill écrit une série de lettres à sa fille Shirley Summerskill, qui, comme sa mère, est une militante féministe. Ces lettres sont publiées dans un livre, Letters to My Daughter, en 1957, où Summerskill expose ses convictions sur les capacités supérieures des femmes.

### Vie personnelle
Summerskill épouse en 1925 Jeffrey Samuel, médecin également. Leurs enfants prennent le nom de leur mère. Leur fille Shirley Summerskill sert en tant que députée et ministre. Leur petit-fils Ben Summerskill est un dirigeant associatif reconnu.